# Brandy & herr Morris
Brandy & Herr Morris (engelska: Brandy & Mr. Whiskers) är en amerikansk-koreansk animerad tv-serie om en snobbig hund och en hyperaktiv, galen kanin som blev fast i Amazonas regnskog tillsammans. Serien gick ursprungligen från 21 augusti 2004 till 25 augusti 2006.

## Produktion
Produktionen av säsong ett inleddes 2003 och avslutades 2004. Produktionen av säsong två inleddes 2004 och avslutades 2006. Eftersom tittarsiffrorna för serien dalade, kom säsong två att bli den sista, och produktionen stoppades 2005. Dessa avsnitt visades från februari till augusti 2006. Säsong två inkluderar ett avsnitt med ett ”Hej då”, ungefär som att Brandy och Herr Morris tar avsked. Serierna Ren & Stimpy och The Angry Beavers hade liknande avslut.

## Figurer

### Huvudpersoner
- Brandy Harrington (röst av Jasmine Heikura (säsong 1) och Ellen Fjaestad (säsong 2) är en intelligent och söt hundtjej från en rik familj (som hon alltid skryter om). Med sin överklassbakgrund är hon van vid de mer kultiverade aspekterna på livet. Hennes rollkaraktär lär vara skapad efter Paris Hilton från tv-serien The Simple Life. I den uppträder Paris Hilton alltid med en nedlåtande attityd. Brandy och herr Morris träffades på ett flygplan på väg till Paraguay. Hon var på väg till sin femstjärniga spa-anläggning, medan han var på väg till ett zoo där. Ett missöde som Herr Morris begick fick dem båda att falla handlöst ner i Amazonas regnskog. Brandy försöker hela tiden göra det bästa av den uppkomna situationen men gör kanske än mer för att bättra på sin egen personliga status, även om det skulle innebära att hon hänsynslöst måste utnyttja sina vänner, trots att hon innerst inne tycker om dem.

- Herr Morris (röst av Kim Sulocki) uppträder ofta minst sagt obetänksamt och klumpigt. Vid vissa tillfällen kan han emellertid uppvisa ansenlig intelligens och besitter ett oanat stort ordförråd. Han är mestadels snäll och omtänksam även om han stundom kan visa sig både arrogant och rent av elak. Trots att Brandy mest blir generad av hans upptåg, gör Morris sitt bästa för att hjälpa henne. Han uppskattar deras udda vänskap trots att denna känsla inte är helt ömsesidig. Herr Morris bästa vän i Amazonas är annars floduttern Ed. De två tillbringar mycket tid med varandra. Innan Morris träffade Brandy var han var en framgångsrik trollkonstnär i Las Vegas, men han valde att lämna det livet bakom sig när han av misstag råkade göra så att hans assistent blev av sin överkropp. Den händelsen har hemsökt honom ända sedan dess.

- Bettan & Doris (röst av Vivian Cardinal & Charlotte Ardai Jennefors) är två söta tukantvillingar som ständigt bråkar med varandra om allt möjligt. I undantagsfall håller de varandra om ryggen, men för det mesta ödar de jämt sin tid med att gnata om helt ovidkommande småsaker. Deras ständiga bråk leder påfallande ofta till rena katastrofsituationer som liksom av en slump samtidigt råkar korsa vägarna för herr Morris och Brandy och därmed kullkasta deras väloljade planer på räddning.

- Ed (röst av Dick Eriksson) är trög och långsam både i sitt tal och till hela sin person. Dock är han rena uppslagsverket beträffande förhållandena i Amazonas. Han bistår gärna herr Morris med råd och dåd närhelst denne behöver hans hjälp, och han är en av de mycket få som kan stå ut med herr Morris beteende någon längre tid.

- Lola Boa (röst av Annelie Berg) är en skär- och lilarandig orm med en underbar sångröst. Lola är kanske den enda av Brandys vänner som kan tala förstånd med henne. Hon får ofta goda idéer, tycker hon själv alltså, medan Brandy ofta finner dem idiotiska. Utan att våga erkänna det öppet tycker hon också att Lola egentligen är ganska äcklig, eftersom hon sväljer djur levande. Lola är emellertid en av Brandys bästa vänner och hon kommer ofta till hennes hjälp när det börjar kärva till sig, trots att Brandys skamlösa uppförande går henne på nerverna. Ett för serien genomgående skämt är att Lola saknar både armar och ben. Att få armar och ben är hennes högsta dröm. I ett avsnitt är hon förälskad i Ed, medan de i alla andra avsnitt bara är vänner eller bekanta.

- Maggan (röst av Anna Nordell) är en vandrande pinne eller möjligen en bönsyrsa (frågan står öppen) som tycks stå ett snäpp högre på rangskalan i regnskogen än Brandy. När Brandy var nyanländ, blev hon tipsad av Maggan om var innefolket här hänger någonstans och hur man beter sig där. Hon hyser emellertid bestämt åsikten att Brandy inte bör umgås med en sådan typ som herr Morris. Trots att hon och Brandy ofta är ute i svängen tillsammans, drar hon sig inte för att själv skaffa sig fördelar på hennes bekostnad. Ibland är hon vänligheten själv men oftast är hon ganska elak. En av hennes hemligheter är att hon har haft en docka vid namn Prinsessan Corky. I ett avsnitt avslöjades hon efter att ha tappat bort den för en månad sedan varvid hon efteråt grät av saknad.

- Gaspar Le Gecko (röst av Kristian Ståhlgren) är Amazonas självutnämnde diktator, entreprenör och musikdirektör. Att han anses vara regnskogens ledare beror emellertid enbart på att ingen annan ville ha jobbet. Han drivs av en stark önskan om att få äta upp herr Morris och smider hela tiden onda planer för att få denna sin önskan uppfylld. Gaspar är månne den ende i regnskogen som faktiskt har möjlighet att hjälpa Brandy att ta sig ut ur den och komma hem, men sedan Brandy förrådde honom i första avsnittet har han inte erbjudit henne sin hjälp igen. Inte för ett ögonblick skulle han dra sig för att använda andra, till exempel Brandy & Morris, för att få det han vill ha, men han får nog trots detta sägas vara en sorts vän till dem. Han har även en känslig sida som exempelvis tar sig uttryck i att han gillar balett och dockor. Detta håller han emellertid noga för sig själv.

### Mindre figurer
- Wolfie: Medverkade i ”Wolfie, The Prince of The Jungle”. Wolfie är en hund som var uppfostrad av apor som var uppfostrade av pantrar som var uppfostrade av ett kokosnötträd. Han blev Brandys pojkvän efter att ha räddat henne, men hans okultiverade livsstil fick henne. Morris eventuellt ändrade Wolfie till en gentleman, men därefter var han hjälplös att göra något, så kan fick bara kolla på när Brandy föll ned till vattnet. Egentligen gillade han inte detta, Brandy bestämde att låta Wolfie vara honom själv, vilket gjorde så att deras förhållande snabbt tog slut. Wolfie medverkade igen i ”Brandy’s Best Boyfriend Ever” med en ny flickvän som var ganska lik Brandy själv.

- Herr Cantareus: Medverkade i ”You’ve Got Snail”. En djungelsnigel som upptäcktes under Brandy och Herr Morris hus när Morris boll rullade ned till hans hus och krockat in i honom. När Cantareus vägrade att ge Morris tillbaka sin boll, Brandy och Morris började hämnades på honom, däribland flydde de hans gård med godispapper och hade en högljudd fest på natten. Cantareus hämnades tillbaka varje gång genom att slemma ner de med hans snigelslem. De gjorde slutligen fred, men endast för en kort tid när Morris erbjöd att låna honom salt.

- Melvin: Medverkade i “Time For Waffles”. En sumphjort som var en annan av Brandys före detta pojkvänner. Brandy fick en idé att hon kunde få hans uppmärksamhet genom att bleka hennes tänder (en annan av Gaspars idéer). Egentligen gillade Melvin henne från början, men började bara prata med henne när hon började prata med honom; fast hennes flin skrämde honom. Han erkände det när de var jagade av en jaguar och hans son. Det är okänt varför de gjorde slut, men Melvin kan ses igen med en ny flickvän i ”Brandy’s Best Boyfriend Ever”.

- Vic: En orm som medverkade i “Skin of Eeeeeeeevil!!!” och ”Any Club that Would Have Me as a Member.” I hans första medverkan försökte han uppnå sitt mål att Lola Boas förälskelse i Skin of Eeeeeeeevil!!!”. I hans andra medverkan, var Vic ledare i en sportliknande Köttätarklubb som Morris ville gå med i. Olikt många andra odjur sedda att jaga Brandy och Morris, Vic och hans två vänner (en panter och en jaguar) var inte hungriga, utan att de kände sig nedslagna för att ha blivit lurade av en växtätare.

- Isabelle: Hon är en gigantisk ödla som medverkade i “Cyranosaurus Rex”. Morris var kär i henne och gjorde alla sorters knäppa saker för att imponera henne som att agera coolt. Hon har ett väldigt hett temperament och bor med hennes föräldrar. Isabelle gillade inte Morris tillbaka och åt istället upp honom. Morris hittade en ny kärlek och gick vidare.

- Dr. Phyllis: En dugong som jobbar som psykolog. Hon hjälper personer med deras problem, speciellt Brandys och Morris problem. Hon rekommenderar Brandy att bete sig som Morris, och att Morris ska bete sig som Brandy. Efter att Brandy ändrat på allt på Morris så att allt fick tillbaka som vanligt. De lovade Dr. Phyllis att aldrig säga det skuldbeläggande ordet igen. Dr. Phyllis namn är baserat på en parodi av Dr. Phil. Hon medverkade i ”Freaky Tuesday”.

- Tito: En apa som lär ut sambalektioner och medverkade i avsnittet “Rain Delay”. I avsnittet slåss Brandy mot vädret för att hinna till Tito före Maggan; slutligen ser hon att Tito ställde in lektionen för dåligt väder. Sedan avslöjades det att Tito och Brandy dejtade ett tag; men de hade gjort slut sedan Tito sågs med en ny flickvän i avsnittet ”Brandy’s Best Boyfriend Ever”.

- Gina: Är en näsbjörn med orange päls, blåa ögon och svarta ränder på hennes svans. Hon medverkade i avsnittet ”Cyranosaurus Rex”. Hon är inte sedd i några andra avsnitt, och det är oklart om Morris fortfarande dejtar henne. Men i avsnittet ”Brandy’s Best Boyfriend Ever” har Morris en annan flickvän.

- Vlad: En vampyrfladdermus av rumänsk bakgrund som lever i en stor grotta formad som ett vilddjurs vidöppna gap. Han medverkade i avsnittet ”The Curse of the Vampire Bat”. När han först träffade djungelvännerna uppträdde under en falsk identitet som en fredsälskande fruktfladdermus, för att inte väcka misstankar. Både Morris och Brandy började efterhand misstänka att Vlad var en vampyr, men när de äntligen fick det uppdagat så kastade Vlad ut både dem och resten av deras vänner i djungeln.

## Röster
| Figur           | Originalröst     | Svensk originalröst            |
| --------------- | ---------------- | ------------------------------ |
| Brandy          | Kaley Cuoco      | Jasmine Heikura Ellen Fjaestad |
| Herr Morris     | Charlie Adler    | Kim Sulocki                    |
| Lola Boa        | Alanna Ubach     | Annelie Berg Bhagavan          |
| Doris           | Sherri Shepherd  | Charlotte Ardai Jennefors      |
| Bettan          | Sherri Shepherd  | Vivian Cardinal                |
| Ed              | Tom Kenny        | Dick Eriksson                  |
| Maggan          | Jennifer Hale    | Anna Nordell                   |
| Gaspar Le Gecko | André Sogliuzzo  | Kristian Ståhlgren             |
| Morris’ hjärna  | Tom Kenny        | Joakim Jennefors               |
| Wolfie          | Thomas Lennon    | Ole Ornered                    |
| Melvin          | A.J. Trauth      | Ole Ornered                    |
| Vic             | Thomas Lennon    | Dick Eriksson                  |
| Dr. Phyllis     | Hallie Todd      | Monica Silverstrand            |
| Tito            | Néstor Carbonell | Ole Ornered                    |
| Gina            | Jennifer Hale    | Anna Nordell                   |
| Vlad            | Tom Kenny        | Joakim Jennefors               |